# 白环
白环（?—?），唐朝中期时龟兹王。
安史之乱后，河西走廊被吐蕃占领，中原和安西四镇的交通断绝。唐朝的官兵和安西四镇的国王坚守西域，抵御吐蕃。西行印度求法的释悟空（车奉朝）返回中原，贞元五年（789年），途经龟兹。当时龟兹王是白环，驻在龟兹的安西都护是郭昕。龟兹后来的国王不见记载，9世纪龟兹被回鹘征服。
| 前任： 白孝节 | 龟兹国王 789年左右 | 繼任： 不详 |